# 자페이온

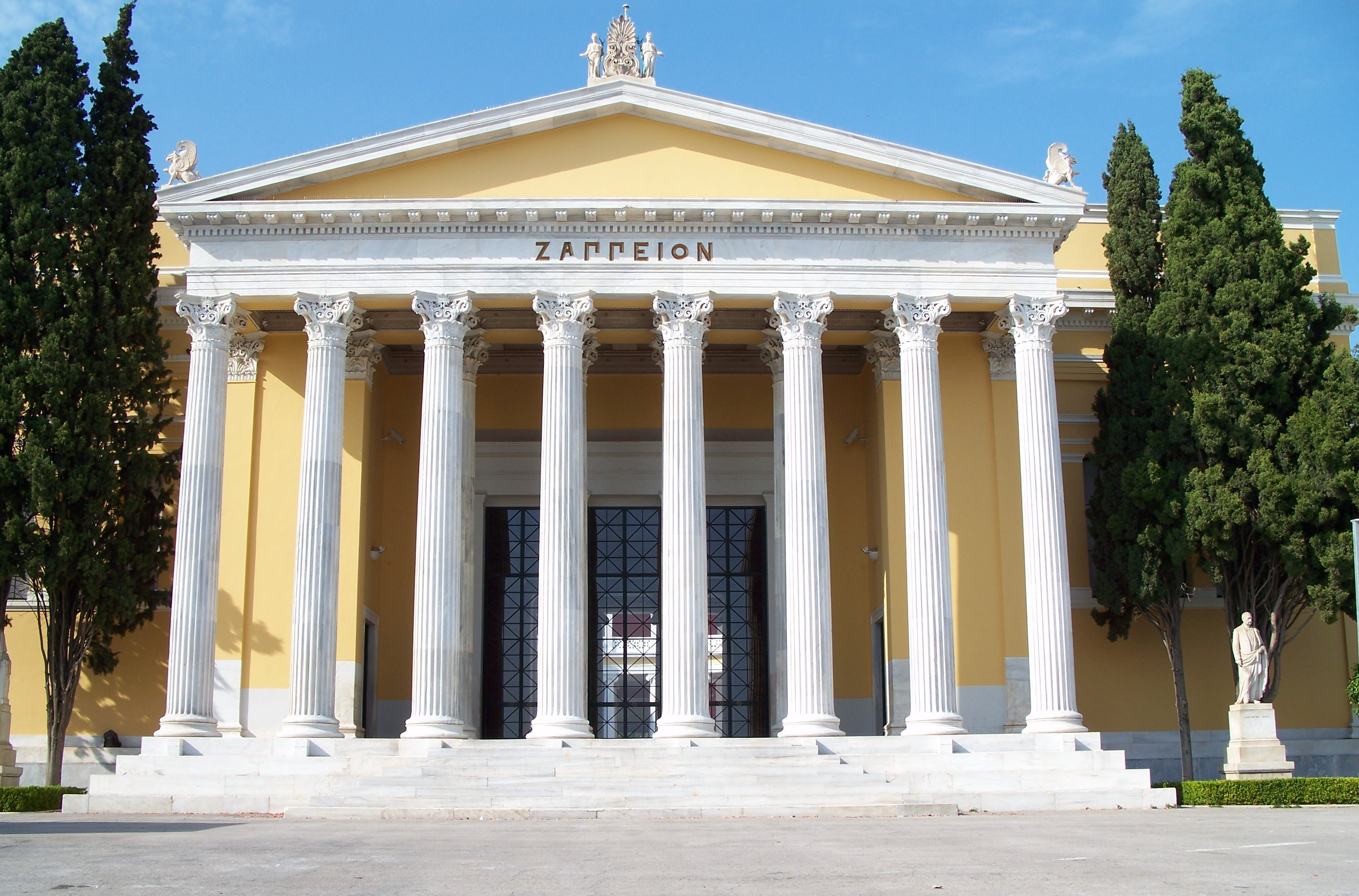
자피온

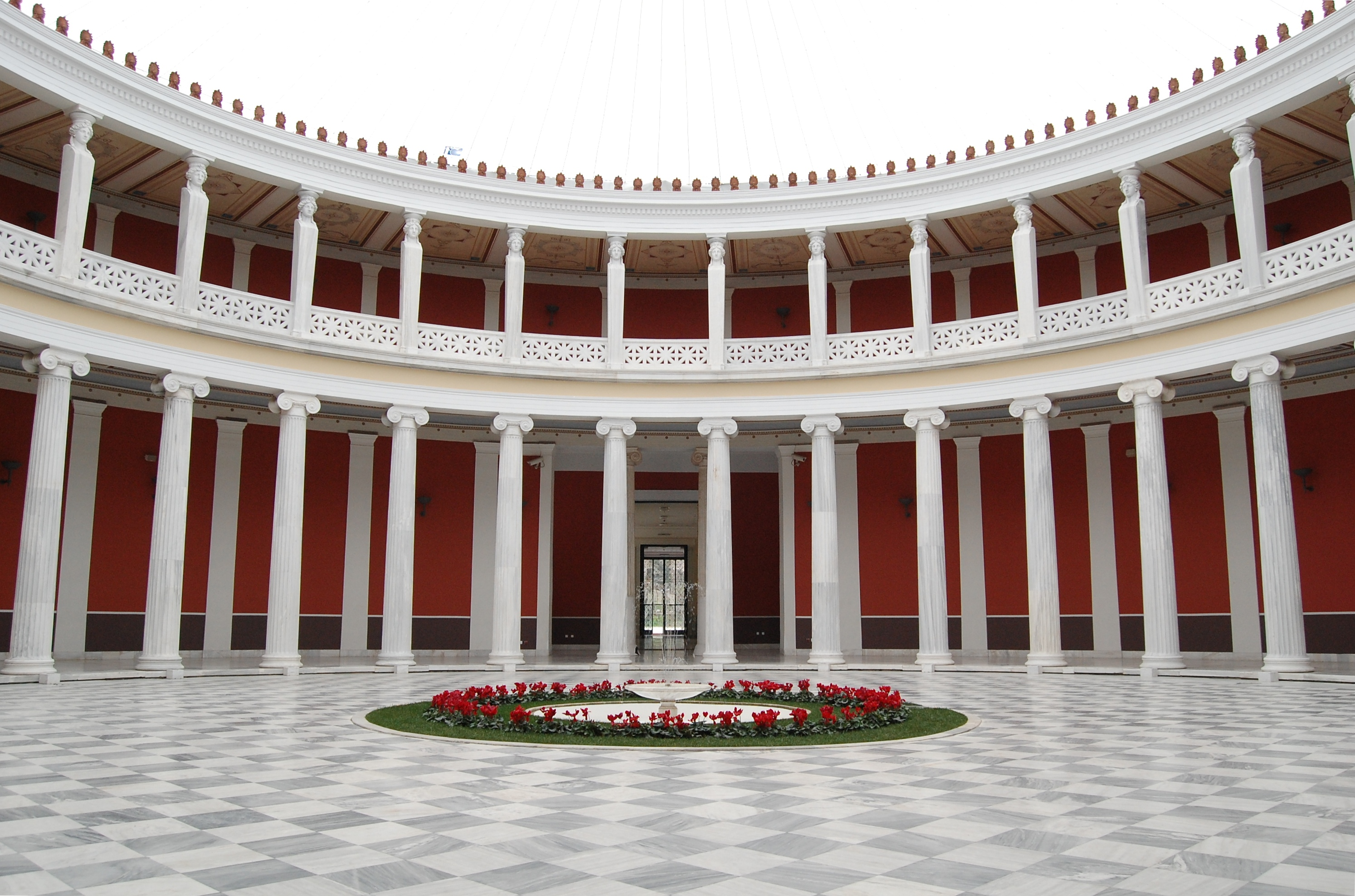
자피온의 중앙홀

자피온(그리스어: Ζάππειον μέγαρο)은 그리스 아테네에 있는 국립 공원이다. 최초의 근대올림픽인 1896년 하계 올림픽에서 펜싱 경기가 열렸던 곳이다. 올림픽을 개최하는데 큰 역할을 한 에방겔리스 자파스와 콘스탄티노스 자파스의 이름을 따왔다.